# Saurauia phaeosepala
Saurauia phaeosepala är en tvåhjärtbladig växtart som beskrevs av Friedrich Ludwig Diels. Saurauia phaeosepala ingår i släktet Saurauia och familjen Actinidiaceae. Inga underarter finns listade i Catalogue of Life.